# U.S. International Figure Skating Classic de 2013
O U.S. International Figure Skating Classic de 2013 foi a segunda edição do U.S. International Figure Skating Classic, um evento anual de patinação artística no gelo. A competição foi disputada entre os dias 12 de setembro e 14 de setembro, na cidade de Salt Lake City, Utah, Estados Unidos.

## Eventos
- Individual masculino
- Individual feminino
- Duplas
- Dança no gelo

## Medalhistas
| Evento                        | Ouro                                             | Prata                                          | Bronze                                       |
| Individual masculino detalhes | Max Aaron · Estados Unidos                       | Stephen Carriere · Estados Unidos              | Joshua Farris · Estados Unidos               |
| Individual feminino detalhes  | Courtney Hicks · Estados Unidos                  | Gracie Gold · Estados Unidos                   | Samantha Cesario · Estados Unidos            |
| Duplas detalhes               | Kirsten Moore-Towers · Dylan Moscovitch · Canadá | Caydee Denney · John Coughlin · Estados Unidos | Tarah Kayne · Daniel O'Shea · Estados Unidos |
| Dança no gelo detalhes        | Meryl Davis · Charlie White · Estados Unidos     | Kaitlyn Weaver · Andrew Poje · Canadá          | Nicole Orford · Thomas Williams · Canadá     |

## Resultados

### Individual masculino
| Pos.              | Nome                       | Nacionalidade  | Pontos | PC         | PL         |
| ----------------- | -------------------------- | -------------- | ------ | ---------- | ---------- |
| Medalha de ouro   | Max Aaron                  | Estados Unidos | 239.21 | 81.49 (1)  | 157.72 (1) |
| Medalha de prata  | Stephen Carriere           | Estados Unidos | 225.54 | 77.48 (2)  | 148.06 (2) |
| Medalha de bronze | Joshua Farris              | Estados Unidos | 206.56 | 71.85 (3)  | 134.71 (3) |
| 4                 | Grant Hochstein            | Estados Unidos | 191.91 | 63.29 (4)  | 128.62 (4) |
| 5                 | Christopher Caluza         | Filipinas      | 185.33 | 61.79 (6)  | 123.54 (5) |
| 6                 | Michael Christian Martinez | Filipinas      | 183.04 | 59.65 (7)  | 123.39 (6) |
| 7                 | Andrei Rogozine            | Canadá         | 168.92 | 58.39 (8)  | 110.53 (7) |
| 8                 | Stanislav Samohin          | Israel         | 163.71 | 56.84 (9)  | 106.87 (8) |
| 9                 | Oleksii Bychenko           | Israel         | 162.71 | 62.19 (5)  | 100.52 (9) |
| 10                | Charles Pao                | Taipé Chinesa  | 95.18  | 34.62 (10) | 60.56 (10) |
| WD                | Misha Ge                   | Uzbequistão    | —      | — (WD)     |            |

### Individual feminino
| Pos.              | Nome                    | Nacionalidade  | Pontos | PC         | PL         |
| ----------------- | ----------------------- | -------------- | ------ | ---------- | ---------- |
| Medalha de ouro   | Courtney Hicks          | Estados Unidos | 171.88 | 54.80 (3)  | 117.08 (1) |
| Medalha de prata  | Gracie Gold             | Estados Unidos | 164.68 | 58.49 (1)  | 106.19 (3) |
| Medalha de bronze | Samantha Cesario        | Estados Unidos | 157.29 | 47.91 (5)  | 109.38 (2) |
| 4                 | Agnes Zawadzki          | Estados Unidos | 151.27 | 56.27 (2)  | 95.00 (5)  |
| 5                 | Amelie Lacoste          | Canadá         | 147.88 | 50.94 (4)  | 96.94 (4)  |
| 6                 | Sandy Hoffmann          | Alemanha       | 124.18 | 44.31 (6)  | 79.87 (6)  |
| 7                 | Melanie Yuung-Hui Chang | Taipé Chinesa  | 109.74 | 41.62 (7)  | 68.12 (7)  |
| 8                 | Crystal Kiang           | Taipé Chinesa  | 100.57 | 33.73 (8)  | 66.84 (8)  |
| 9                 | Dimitra Korri           | Grécia         | 91.62  | 31.36 (11) | 60.26 (9)  |
| 10                | Chelsea Chiappa         | Hungria        | 90.14  | 32.77 (9)  | 57.37 (12) |
| 11                | Georgia Glastris        | Grécia         | 89.58  | 31.55 (10) | 58.03 (11) |
| 12                | Clara Peters            | Irlanda        | 88.33  | 29.86 (13) | 58.47 (10) |
| 13                | Brittany Lau            | Singapura      | 83.44  | 27.79 (14) | 55.65 (13) |
| WD                | Danielle Montalbano     | Israel         | —      | 30.56 (12) | — (WD)     |

### Duplas
| Pos.              | Nome                                    | Nacionalidade  | Pontos | PC        | PL         |
| ----------------- | --------------------------------------- | -------------- | ------ | --------- | ---------- |
| Medalha de ouro   | Kirsten Moore-Towers / Dylan Moscovitch | Canadá         | 201.30 | 68.52 (1) | 132.78 (1) |
| Medalha de prata  | Caydee Denney / John Coughlin           | Estados Unidos | 188.47 | 61.66 (3) | 126.81 (2) |
| Medalha de bronze | Tarah Kayne / Daniel O'Shea             | Estados Unidos | 167.27 | 60.31 (4) | 106.96 (3) |
| 4                 | Marissa Castelli / Simon Shnapir        | Estados Unidos | 165.91 | 62.26 (2) | 103.65 (4) |
| 5                 | Paige Lawrence / Rudi Swiegers          | Canadá         | 155.00 | 59.30 (5) | 95.70 (5)  |
| 6                 | Andrea Davidovich / Evgeni Krasnapolsky | Israel         | 133.07 | 43.70 (7) | 89.37 (6)  |
| 7                 | Felicia Zhang / Nathan Bartholomay      | Estados Unidos | 130.20 | 50.23 (6) | 79.97 (7)  |

### Dança no gelo
| Pos.              | Nome                                         | Nacionalidade  | Pontos | DC         | DL         |
| ----------------- | -------------------------------------------- | -------------- | ------ | ---------- | ---------- |
| Medalha de ouro   | Meryl Davis / Charlie White                  | Estados Unidos | 183.69 | 73.67 (1)  | 110.02 (1) |
| Medalha de prata  | Kaitlyn Weaver / Andrew Poje                 | Canadá         | 161.99 | 62.61 (2)  | 99.38 (2)  |
| Medalha de bronze | Nicole Orford / Thomas Williams              | Canadá         | 137.60 | 54.64 (3)  | 82.96 (3)  |
| 4                 | Lynn Kriengkrairut / Logan Giulietti-Schmitt | Estados Unidos | 134.48 | 53.03 (6)  | 81.45 (4)  |
| 5                 | Penny Coomes / Nicholas Buckland             | Reino Unido    | 133.41 | 53.97 (4)  | 79.44 (5)  |
| 6                 | Juliya Zlobina / Aleksei Sitnikov            | Azerbaijão     | 132.34 | 53.75 (5)  | 78.59 (6)  |
| 7                 | Isabella Tobias / Stagniunas Deividas        | Lituânia       | 121.08 | 48.17 (7)  | 72.91 (7)  |
| 8                 | Anastasia Cannuscio / Colin Mcmanus          | Estados Unidos | 119.34 | 48.07 (8)  | 71.27 (8)  |
| 9                 | Justyna Polutowska / Peter Gerber            | Polônia        | 114.48 | 46.15 (9)  | 68.33 (9)  |
| 10                | Allison Reed / Vasili Rogov                  | Israel         | 113.49 | 45.23 (10) | 68.26 (10) |
| 11                | Angelina Telegina / Otar Japaridze           | Geórgia        | 109.70 | 42.15 (11) | 67.55 (11) |
| 12                | Federica Bernardi / Christopher Mior         | Itália         | 106.13 | 41.15 (12) | 64.98 (12) |
| 13                | Alissandra Aronow / Collin Brubaker          | Estados Unidos | 100.31 | 38.01 (13) | 62.30 (13) |
| 14                | Pilar Maekawa / Leonardo Maekawa             | México         | 92.26  | 35.58 (14) | 56.68 (14) |

## Quadro de medalhas
| Ordem | País           | Medalha de ouro | Medalha de prata | Medalha de bronze |    | Ordem por total |
| ----- | -------------- | --------------- | ---------------- | ----------------- | -- | --------------- |
| 1     | Estados Unidos | 3               | 3                | 3                 | 9  | 1               |
| 2     | Canadá         | 1               | 1                | 1                 | 3  | 2               |
| TOTAL | TOTAL          | 4               | 4                | 4                 | 12 | —               |